# Tierpark Herford
Koordinaten: 52° 6′ 23,7″ N, 8° 43′ 6,3″ O
Der Tierpark Herford ist ein kleiner Zoo im Herforder Stadtviertel Waldfrieden. Er wurde daher früher auch Tierpark Waldfrieden genannt.

## Geschichte
Der Tierpark wurde 1952 von dem Tischler Walter Bobel in Schweicheln-Bermbeck gegründet. Der auslösende Gedanke dazu war ein kleiner Affe, eine Weißnasenmeerkatze, die als Dank für eine verschickte Deutsche Dogge aus Afrika in Schweicheln ankam. Ein Wolläffchen und weitere, überwiegend heimische Tiere kamen dazu und so entstand daraus ein kleiner Tierpark. Doch bereits 1954 wurde von der Stadt Herford das Waldgrundstück an der Stadtholzstraße gepachtet und der Umzug nach Herford vollzogen. Nun wurde aufgrund des vorhandenen Platzes auch Großwild angeschafft. Der Gepard Tilly wurde unter anderem für die Teilnahme in dem Edgar-Wallace-Film Die Bande des Schreckens engagiert. Bis 1975 führte der Gründer Walter Bobel mit seiner Frau Grete den Tierpark Waldfrieden. Gesundheitliche Gründe veranlassten ihn dazu den Tierpark einem neuen Pächter zu übergeben.
Nachdem zunächst Wildtiere wie Löwen, Bären und Affen in engen Käfigen und Gehegen gehalten wurden, setzte sich die Erkenntnis durch, dass in dem relativ kleinen Gelände kaum artgerechte Zootierhaltung möglich war. Man trennte sich von vielen Wildtieren, zwischenzeitlich wurde unter anderem ein relativ großer Affenwald angelegt. Als im Laufe der Zeit die Besucherzahlen zurückgingen, fand sich für den Tierpark, der sich bis dahin in öffentlicher Hand befand, ein privater Betreiber. In diesem Zusammenhang wurde das Konzept umgestellt und der Tierpark neu gestaltet. Er wird von einer gemeinnützigen GmbH geleitet. 2017 löste Thorsten Dodt seinen Vater Karl-Heinz Dodt als Betriebsleiter ab.

## Tiere
Auf einer Fläche von 3 ha gibt es 650 Tiere in 90 Arten (Stand 2022). Ende 2016 zogen zwei Luchse in den Tierpark ein. Zur Saison 2017 kamen neu hinzu: Himalaya-Glanzfasan, Weißohrturako, Kanareneidechsen, Großer Mara, Mufflon, Jagdfasan, Wildkatzen und Mexikanische Königsnatter. Nachwuchs gab es bei den Kattas und den Wollschweinen. Auf einem Teich, durch den der Steinsiekbach fließt, werden Wasservögel gehalten.

## Weitere Einrichtungen
Im Tierpark gibt es einen Kinderspielplatz und einen Kiosk. Bei einem Crowdfunding-Projekt wurde die Summe von 16.781 Euro gespendet und damit der Spielplatz aufgewertet: Es wurde ein fünf Meter hoher Rutschenturm gebaut, der Ende Februar 2017 eingeweiht wurde. In der Themenlandschaft Europäische Waldtiere sollen dem Besucher auf einem Lehrpfad die europäischen Waldtiere nähergebracht werden. Hier werden die Bildungseinrichtungen aus der Region angesprochen. Zum Tierpark gehört auch das außerhalb des Geländes an der Stadtholzstraße liegende Café Waldfrieden.

## Leitung und Besucherzahlen
Geschäftsführer ist Sieghard Schöneberg, der im März 2009 seine Mutter nach 16 Jahren als Geschäftsführerin abgelöst hat. Betriebsleiter ist Thorsten Dodt. Im Jahre 2008 besuchten den Tierpark 44.935 zahlende Gäste; im Jahr 2016 waren es 50.780 Besucher. 2017 kamen mehr als 64.000 Besucher. Obwohl der Tierpark im Corona-Jahr 2020 mehrere Wochen geschlossen bleiben musste, kamen 94.000 Besucher. Im Jahr 2022 gab es einem Besucherrekord mit 125.000 Gästen. Der Tierpark ist von März bis November geöffnet.